# Бакспорт (Јужна Каролина)
Бакспорт (енгл. Bucksport) насељено је место без административног статуса у америчкој савезној држави Јужна Каролина.

## Демографија
По попису из 2010. године број становника је 876, што је 241 (-21,6%) становника мање него 2000. године.
| Група             | 2000.         | 2010.       |
| Белци             | 25 (2,2%)     | 66 (7,5%)   |
| Афроамериканци    | 1.079 (96,6%) | 790 (90,2%) |
| Азијати           | 0 (0,0%)      | 0 (0,0%)    |
| Хиспаноамериканци | 1 (0,1%)      | 17 (1,9%)   |
| Укупно            | 1.117         | 876         |